# Kortkuifkoketkolibrie
De kortkuifkoketkolibrie (Lophornis brachylophus) is een vogel uit de familie Trochilidae (kolibries). De vogel werd in 1949 door de Amerikaanse vogelkundige Robert Thomas Moore als ondersoort van de vuurkuifkoketkolibrie (L. delattrei) geldig beschreven. Het is een ernstig bedreigde, endemische vogelsoort in zuidwestelijk Mexico.

## Kenmerken
De vogel is 7 cm lang. Deze kolibrie is van boven groen met een bronskleurige glans, roodbruine kruin en kuif. Opvallend is een witte band met daaronder paars op de stuit en onderrug. De vogel lijkt op de Hommelkolibrie (Atthis heloisa) en de Duponts kolibrie (Tilmatura dupontii) die ongeveer even groot zijn en daar ook voorkomen. Deze soorten missen echter de kenmerkende roodbruine kuif en de witte band over de stuit.

## Verspreiding en leefgebied
Deze soort is endemisch in zuidwestelijk Mexico en alleen bekend in een 25 km lange strook langs een weg door de Sierra de Atoyac ten noordwesten van  Acapulco. Het leefgebied is loofbos en bosranden langs koffieplantages op 900 tot 1800 m boven de zeespiegel.

## Status
De kortkuifkoketkolibrie heeft een zeer klein verspreidingsgebied en daardoor is de kans op uitsterven aanwezig. De grootte van de populatie werd in 2018 door BirdLife International geschat op 250 tot 1000 volwassen individuen en de populatie-aantallen nemen af. In het gebied vindt ontbossing plaats om plaats te maken voor meer koffieplantages en de teelt van illegale drugs. Om deze redenen staat deze soort als ernstig bedreigd (kritiek) op de Rode Lijst van de IUCN.